# Harry Johnston
Sir Henry Hamilton Johnston. (12 de juny de 1858 - 31 d'agost de 1927), fou un botànic, explorador i administrador colonial britànic, un dels que partipà activament en el Repartiment de l'Àfrica a la segona meitat del segle xix.
Estudià gramàtica al King's College de la Universitat de Londres i pintura a la Royal Academy. Acabats els seus estudis va viatjar per Europa i nord de l'Àfrica.
El 1882 va visitar la zona meridional d'Angola i l'any següent, al costat de Henry Morton Stanley, es va internar al Congo. La seva reputació li va permetre de dirigir la Royal Geographical Society. La British Association for the Advancement of Science li va encarregar l'expedició britànica al Kilimanjaro el 1884.
L'octubre de 1886 el govern britànic el va designar vicecònsol al Camerun i en l'àrea del delta del riu Níger, on es mantenia un protectorat des de 1885, sent nomenat cònsol el 1887. El 1889 va acordar amb Portugal una distribució de les àrees d'influència d'ambdós països al sud-est de l'Àfrica. Va dur a terme accions tendents a expandir l'imperi britànic per tota la zona, aconseguint finalment el 1891 la constitució del Protectorat Britànic de l'Àfrica Central.